# Jacob Sturm von Sturmeck

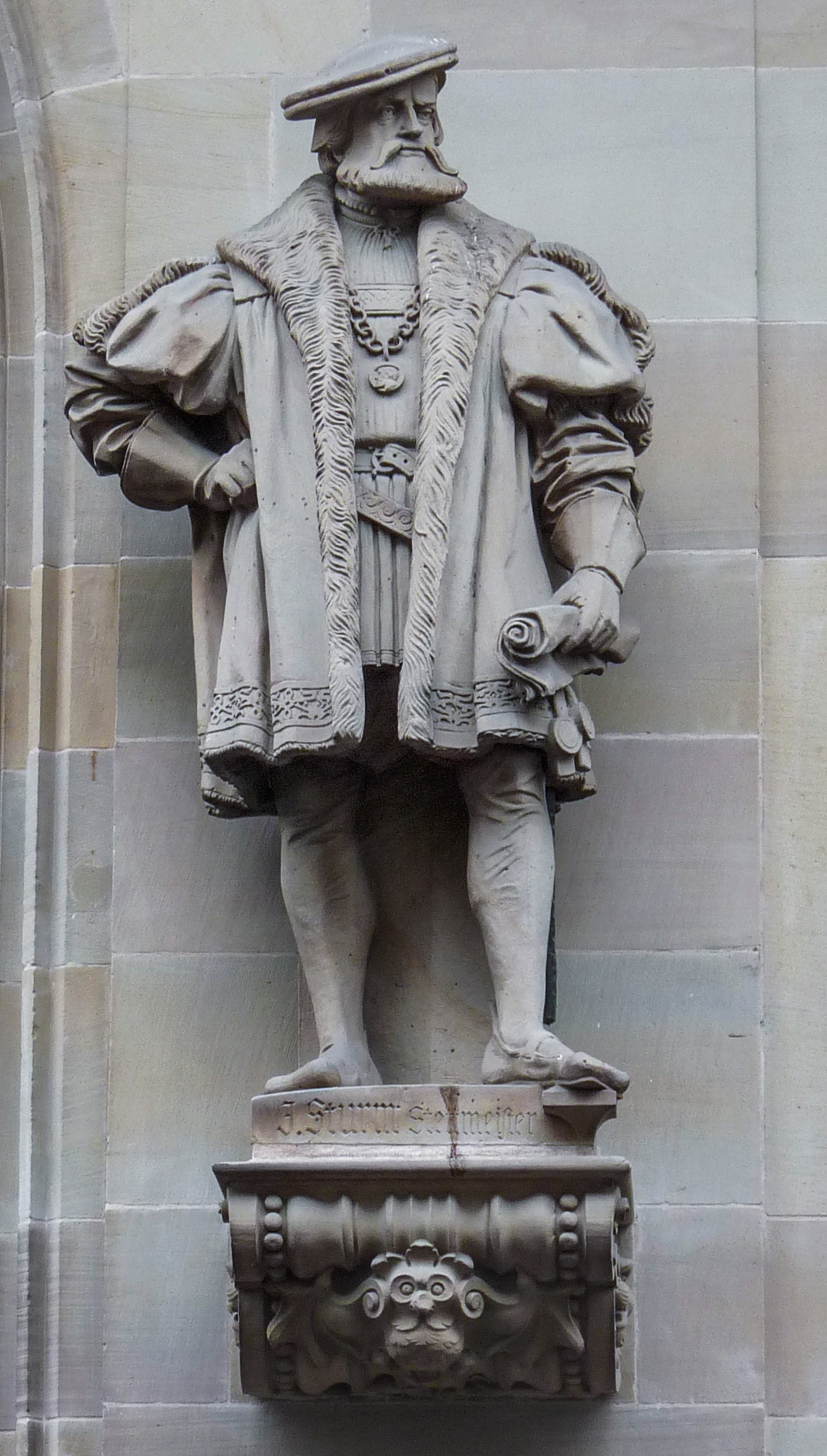
Statua di Sturm a Strasburgo (scultore Alfred Marzolff)

Jacob Sturm von Sturmeck, o Jakob o Jacques, (Strasburgo, 10 agosto 1489 – Strasburgo, 30 ottobre 1553), è stato un politico tedesco, uno dei più accesi promotori della Riforma protestante in Germania.

## Biografia
Figlio di Martin Sturm, personaggio di una certa importanza, studiò all'Università di Heidelberg e a quella di Friburgo, e intorno al 1517 entrò al servizio di Henry, provost di Strasburgo (m. 1555), membro della famiglia Wittelsbach. Aderì subito alla riforma protestante e, lasciato il servizio dal provost divenne membro del governo della sua città nel 1524.
Fu responsabile per la politica di Strasburgo durante la guerra dei contadini tedeschi rappresentando la città alla prima Dieta di Spira nel 1526. Nelle diete successive ottenne la fama di ardente difensore dei suoi interessi. Come sostenitore di un'unione tra i protestanti prese parte alla conferenza Marburgo nel 1529, ma quando fallirono i tentativi di sanare la frattura tra luterani e zwingliani, presentò la Confessio tetrapolitana, un documento zwingliano alla Dieta di Augusta del 1530. Come rappresentante di Strasburgo Sturm firmò la protesta presentata alla seconda Dieta di Spira nel 1529, essendo così uno dei protestanti originari. Egli era in rapporti amichevoli con Filippo, langravio d'Assia.
Grazie in gran parte alla sua influenza, Strasburgo entrò nella Lega di Smalcalda nel 1531. Le truppe di Strasburgo scesero in campo quando la Lega attaccò Carlo V nel 1546, ma nel febbraio 1547 i cittadini furono costretti a sottomettersi, quando Sturm riuscì a garantire condizioni molto favorevoli da parte dell'imperatore. Fu anche in grado di ottenere per la sua città natale qualche modifica all'accordo interinale emesso ad Augusta nel maggio 1548. Sturm si dice sia stato al soldo di Francesco I, ma questo sembra molto improbabile. Fondo a Strasburgo, dove era nato e dove morì, una Biblioteca.